# Siphonolaimus pellucidus
Siphonolaimus pellucidus är en rundmaskart som beskrevs av Allgen 1932. Siphonolaimus pellucidus ingår i släktet Siphonolaimus och familjen Siphonolaimidae. Inga underarter finns listade i Catalogue of Life.